# Galotingis
Galotingis is een geslacht van wantsen uit de familie van de Tingidae (Netwantsen). Het geslacht werd voor het eerst wetenschappelijk beschreven door Duarte-Rodrigues in 1980.

## Soorten
Het genus bevat de volgende soorten:

- Galotingis rugosa Duarte Rodrigues, 1980
- Galotingis ruwenzoriensis Duarte Rodrigues, 1982